# Megalothorax tatrensis
Megalothorax tatrensis je druh chvostoskoka rodu Megalothorax, který byl objeven na Slovensku v roce 2013.
Druh byl nalezen ve čtyřech jeskyních – Jeskyně mrtvých netopýrů, Demänovská jeskyně míru, propast Starý hrad a Bystrianská jeskyně. Jeho malé území výskytu a omezení pouze na malé krasové území a morfologické adaptace na jeskynní prostředí naznačují, že se jedná o striktně jeskynního živočicha. Mají zřetelně prodloužené končetiny a povrch jejich těla je pokryt množstvím smyslových chloupků, které nahrazují zrak. Ty jim umožňují snadnější pohyb po kluzkém povrchu a po hladině vody. Jeho velikost je méně než 0,5 mm.